# Sorin Istrail
Sorin Istrail este un informatician român, emigrat în USA. El a fost directorul celei mai importante echipe de cercetători care au lucrat la întocmirea hărții genomului uman, cea a specialiștilor în calculatoare.

## Biografie
A făcut liceul în Târgu Neamț și, în 1975, a fost șeful de promoție al primei promoții a secției de Informatică din cadrul Facultății de Matematică a Universității "Alexandru Ioan Cuza" din Iași, absolvent cu nota 10. În 1979 a obținut titlul de Doctor în Informatică, sub conducerea profesorilor Solomon Marcus și Sergiu Rudeanu, la Universitatea din București, cu lucrarea Context Sensitive Languages with Applications to Semantics of Programs and Number Theory. Ulterior a fost cooptat în echipa de cercetători de la Seminarul Matematic "Alexandru Myller" și Centrul Universitar de Calcul din Iași.
În decembrie 1983 obține viza pentru SUA și începe o carieră didactică, devenind asistent la Departamentul de Matematică de la Wesleyan University, Middletown. În 1992 se transferă la Sandia National Laboratories și, la finalul a 8 ani de muncă, ajunge să ocupe poziția de 'Principal Senior Member of the Technical Staff'. Din anul 2000 începe una dintre cele mai prolifice perioade din viața sa. Lucrează la Celera Genomics unde ocupă, în scurt timp, poziția de 'Senior Director and Head of Informatics Research' și 'Science Fellow'. 
Munca la proiectul genomului uman, pe care îl conduce pe zona de matematică-informatică, este încununată de publicarea (2001) lucrării cu titlul 'The Sequence of the Human Genome'.
În mod firesc, condițiile de dezvoltare profesională din USA i-au asigurat evoluția la întreaga sa capacitate intelectuală, lucru care nu ar fi avut cum să se întâmple în România.
Începând din anul 2005 este profesor la Brown University din SUA.

## Lucrări
- The Sequence of the Human Genome,
- Whole-genome Shotgun Assembly and Comparison of Human Genome Assemblies,